# 広島新交通システム橋桁落下事故
広島新交通システム橋桁落下事故（ひろしましんこうつうシステムはしげたらっかじこ）は、1991年（平成3年）3月14日に当時建設中であった広島高速交通広島新交通1号線（愛称アストラムライン）の工事現場で、橋桁が落下し、一般人と作業員の14人が死亡、9人が重軽傷を負った事故である。

## 事故の概要
1991年（平成3年）3月14日14時5分ごろ、広島市安佐南区上安2丁目（現・広島高速交通広島新交通1号線上安駅付近）で仮設置していた長さ63 m、幅1.7 m、厚さ2 m、重さ60 tの鋼鉄製の橋桁を据え付ける作業中、橋桁が10 m下の広島県道38号安佐安古市線（現・広島県道38号広島豊平線）に落下する事故が発生した。
この事故で橋桁が並行する県道下り線を赤信号で停車していた乗用車など11台を直撃し、橋桁の上で作業していて下に投げ出された作業員5人と乗用車に乗車していた9人の計14人が死亡し、9人が重軽傷を負った（重傷1名は後に事故による死亡と認定）。橋桁の落下の直撃を受けた乗用車の中には、橋桁の重量により高さ50 cmほどにまで圧縮されたものもあり、また火災の発生により炎に包まれたものもあった。事故のおよそ2時間後に橋桁がクレーンで取り除かれ、下敷きとなった乗用車に閉じ込められていた被害者らは救出されたが、9人の死者は全員がほぼ即死の状態であった。

## 事故の原因
広島県警察は、業務上過失致死傷の容疑で広島市役所と作業を請け負っていた橋梁メーカーの「サクラダ」（本社：千葉県市川市）を家宅捜索した。その結果、作業に以下の不備があったことが判明した。

### 作業ミス
事故現場は県道の上（片側二車線の中央分離帯）であったため、架設用地を十分に確保できなかった。そのため、部品を橋脚上で橋脚に直角方向に移動したあとで各橋脚に取り付けるために降下させる「横取り降下工法」と呼ぶ方法を採用していた。この工法ではいったん仮受台に置いた上でジャッキ操作を繰り返しながら降下させ、最終的には橋脚上の沓座と呼ばれる台に固定するものであった。前日までに仮置きが完了しており、事故当日は3つの橋脚に置かれたジャッキを交互に降下したうえで台座に固定する設置作業をしていた。
だが、仮受台のH形鋼は3本置かれていたが作業箇所のうち西側橋脚の南側にあったH型鋼は井桁状ではなく、同方向に一列に積む作業ミスをしていた。そのため1本のH型鋼を抜いて仮受台の高さを調整するために交換作業をしていた際、荷重が不均衡になったため、橋桁の南側の底面が深さ6.6 mm、300 mmの範囲が座屈した。そのためか橋桁の重量が南側に偏ったことから、主桁を支えていた3台のジャッキのうち2台が耐荷力を超えた。その結果、2台のジャッキの受け台のH型鋼がほぼ同時に座屈し、バランスを失い橋桁が半回転しながら下に落下した。
橋桁と橋脚には吊り足場が設置しており、そこで足場の隙間を塞ぐ作業をしていた作業員1人もジャッキ操作をしていた作業員4人と一緒に落下した。直前に作業員が「ジャッキが異常に重たい」と発言しており座屈の予兆があったが、後述のように現場では誰も気が付かない体制であり見逃されてしまった。

### 作業員と工事計画のミス
元請のサクラダの工事統括責任者（工事部長）は、降下作業の予定を知りながら現場にいなかった。工事現場代理人はジャッキの設置方法の注意をせずに立ち去り、代理人補佐もジャッキ下げの指示を与えただけで下に降りてしまい、実際の現場監督は二次下請けの職員に任せていた。しかし、この職員は1か月前まで事務職員であり、現場経験がなく建設の技術的知識は皆無であったことからただ漫然と見ていただけであった。
事故現場を担当した三次下請けの建設会社は、橋桁の架設工事の契約は今回が初めてであった。実際にジャッキ操作していた4人のうち2人はとび職であったが、現場作業にブランクがあったうえに橋の架設工事を行った経験が無かった。残りの2人は数か月前までは眼鏡の加工販売に従事していたという初心者であった。すなわち重量物のジャッキ降下というたいへん危険な作業でありながら素人同然の作業員に任せている状態であった。または素人の寄せ集め故にH形鋼の積み間違い（橋桁を受けるためには、完全に強度不足）という、致命的な作業ミスをしていることに気付く者は誰一人いなかった。この背景にはアジア大会準備のために広島市内各所で建設工事が行われており、深刻な人手不足のため熟練した作業員が不足していたこともある。そのため工程に間に合わせるために頭数だけそろえた素人作業員が危険な作業をしていたことになる。
このように工事の請負が元請や下請けなど階層構造になっていたうえに、施工管理体制にも問題があった。上述のとおり現場経験のない職員が臨時で監督を代行していたため、本来作成されるはずの作業計画は存在せず、作業者に手順の説明すら行われていなかった。いずれにせよ、施工方法の検討も不十分であり、転倒防止用のワイヤを張らずに桁を単独で降ろすなど万が一の事態に対する落下防止策などの備えが無かった。

### 交通規制
当該県道は一日1万5千台の通行量があるうえ、谷間にある地勢から迂回路が存在しない。そのため通行規制をすると交通渋滞が起きると広島市が主張し、これに広島県警も同意したため、県道の通行規制をしていなかった。

## 裁判
関係者に対する責任追及は、工事関係者が業務上過失致死罪で起訴され刑事事件として立件された。
広島地方裁判所は1996年3月に現場代理人に禁錮2年6月の実刑、橋梁工事部長に禁錮2年執行猶予3年、現場代理人補佐に禁錮2年6月執行猶予4年の判決を下した。しかしながら、現場で実際に監督していた職員は「知識・能力も無く、連絡などの見張り役にすぎなかった」と過失責任を否定、無罪になった。
施工業者に対しては指名停止や営業停止などの重い行政処分が課せられた。
この工事を発注した広島市の刑事責任については問われなかったが、事故の遺族が起こした民事訴訟の1審判決では予見可能性があり注意義務があったことを肯定し、施工業者とともに損害賠償責任があるという判決であった。しかし広島市が控訴した控訴審で原告側が迅速な裁判を求め、市に対する請求権を放棄したため、法的拘束力が消滅した。

## 事件のその後

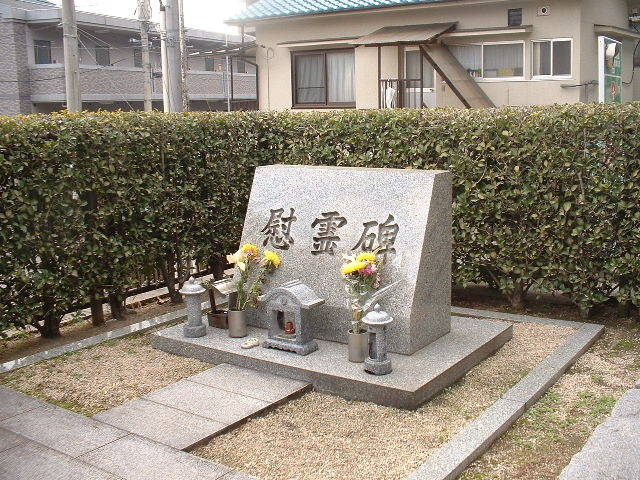
事故の慰霊碑

広島市は工事中は交通規制を行わないとした方針を転換し、迂回路を設置して全面通行止めにしてクレーンで直接設置する工法に変更した。
落下した橋桁は撤去のうえ廃棄処分となり、事故現場付近の橋桁は新調された。その現場付近となった上安駅南階段下には、翌年3月に慰霊碑が建立された。事故が発生した日には毎年、広島市長、副市長（以前は助役）、道路交通局長の3人が訪問し安全を誓っている。
なお、作業を請け負っていたサクラダは事故に伴い公共工事入札の指名停止処分を受けたため業績が低迷、2012年に破産申請を行い、2020年までに法人格が消滅している。
同事故を教訓として、全国的に危険が予想される現場では交通を遮断する措置が行われることになったほか、作業員の安全教育が徹底されるようになった。2023年7月6日に発生した静岡県静岡市清水区尾羽の国道1号静清バイパス「清水立体工事」の橋桁落下事故においては、直下の道路を封鎖し、反対車線を利用した片側通行としていたため、一般車両や通行人が巻き込まれるという最悪の事態は避けられた。